# عديد الأمين

بوتريسكين

كادافيرين

سبيرمدين

سبيرمين

عديد الأمين هو مركب عضوي يحتوي على مجموعتي أمين أوليتين أو أكثر.
عديدات الأمين الخطية ذات الكتلة الجزيئية المنخفضة تؤدي وظائف مهمة في جميع الخلايا الحية، من الأمثلة الأساسية: بوتريسكين، كادافيرين، سبيرمدين وسبيرمين، يتم لدى الحيوانات الحفاظ على مستوى عديدات الأمين بواسطة كل من الحمية الغذاية والتركيب من جديد ويعود تناقصها مع العمر إلى مختلف الأمراض، يُنظَّم أيض عديد الأمين بواسطة إنزيم نازعة كربوكسيل الأورنيثين (ODC)،  توجد متعددات الأمين بتراكيز كبيرة في دماغ الثدييات.
يشمل هذا الصنف من المركبات كذلك المواد الصناعية الأولية الخام للصناعة الكيميائية مثل الإيثيلين ثنائي الأمين H2N–CH2–CH2–NH2، و3،1- ثنائي أمين البروبان H2N–(CH2)3–NH2 وسداسي الميثيلين ثنائي الأمين H2N–(CH2)6–NH2، تُستخدم بعض عديدات الأمين على المستوى الصناعي كمتفاعلات ثانية مع إيبوكسي الراتنجات.
منذ سنة 2004 لم تكن هنالك تقارير حول ثنائي الأمين التوأمي، وهو مركب يحتوي مجموعتي أمين أو أكثر –NH2 غير مستبدلتين في نفس ذرة الكربون، المشتقات المستبدلة معروفة من أمثلتها: رباعي الإيثيلين ثنائي الأمين (C2H5)2N–CH2–N(C2H5)2 
البيبيرازين مثال على عديد أمين حلقي، السيكلين والسيكلام أمثلة على عديدات الأمين ضخمة الحلقة. عديد إيثيلين الأمين هو بوليمر وحدته الأساسية هي الأزيريدين. معظم عديدات الأمين العطرية أجسام صلبة بلورية في حرارة الغرفة.

## وظائف
على الرغم من أنه من المعروف أن التخليق الحيوي للبوليامينات منظم للغاية، إلا أن الوظيفة البيولوجية للبوليامينات غير مفهومة إلا جزئيًا. في شكل الأمونيوم الكاتيوني، ترتبط بالحمض النووي، وفي البنية، تمثل مركبات تحتوي على كاتيونات توجد على فترات متباعدة بانتظام (على عكس Mg2+) أو Ca2+ ، وهي رسوم نقطية). وقد وجد أيضًا أنهم يعملون كمروجين لتغيير إطارات الريبوسوم المبرمج أثناء الترجمة. تثبيط التخليق الحيوي للبوليامين يؤخر أو يوقف نمو الخلايا. يؤدي توفير البوليامينات الخارجية إلى استعادة نمو هذه الخلايا. تعبر معظم الخلايا حقيقية النواة عن ATPase الذي ينقل البوليامينات على غشاء الخلية مما يسهل استيعاب البوليامينات الخارجية. هذا النظام نشط للغاية في الخلايا سريعة الانتشار وهو هدف لبعض العلاجات الكيميائية قيد التطوير حاليًا. تعد البوليامينات أيضًا مُعدِّلات لمجموعة متنوعة من القنوات الأيونية، بما في ذلك مستقبلات NMDA ومستقبلات AMPA. بحيث أنها تسد قنوات البوتاسيوم المصححة إلى الداخل بحيث يتم تصحيح تيارات القنوات إلى الداخل، وبالتالي الطاقة الخلوية، أي K+ يتم الحفاظ على التدرج الأيوني عبر غشاء الخلية. بالإضافة إلى ذلك، يشارك البوليامين في بدء التعبير عن استجابة SOS لمشغل الكوليسين E7 والبروتينات المنظمة للأسفل والتي تعتبر ضرورية لامتصاص الكوليسين E7، وبالتالي يمنح ميزة البقاء على قيد الحياة على الإشريكية القولونية المنتجة للكوليسين تحت ظروف الضغط. يمكن للبوليامينات أن تعزز نفاذية حاجز الدم في الدماغ. وتشارك في تعديل شيخوخة الأعضاء في النباتات، وبالتالي تعتبر بمثابة هرمون النبات. بالإضافة إلى ذلك، فهي تشارك بشكل مباشر في تنظيم موت الخلايا المبرمج.
إصلاح الحمض النووي الموجه بالتماثل

تعمل البوليامينات على تعزيز إصلاح الكسر المزدوج (DSB) بوساطة إعادة التركيب المتماثل (HR). تعمل البوليامينات على تعزيز نشاط تبادل حبلا الحمض النووي لـ RAD51 recombinase. يؤدي استنفاد البوليامينات إلى تحسس الخلايا للمواد السامة للجينات مثل الإشعاعات المؤينة والأشعة فوق البنفسجية. ينشأ تأثير البوليامينات على RAD51 من قدرتها على تعزيز التقاط الحمض النووي المزدوج المتماثل وتعزيز نشاط اقتران وتبادل الحمض النووي المتماثل بوساطة RAD-51. وبذلك البوليامينات لها دور محفوظ تطوريًا في تنظيم نشاط المؤتلف.
1. ↑  Pegg، AE؛ McCann، PP (1982). "Polyamine metabolism and function". American Journal of Physiology. ج. 243: 212–21. PMID:6814260.
2. ↑  Seiler، N (1992). "Polyamines". Handbook of Neurochemistry. New York, NY: سبرنجر Corp. ج. 1. ص. 223–55.
3. ↑  
Lawrence، Stephen A. (2004). Amines: synthesis, properties and applications. Cambridge University Press. ص. 64. ISBN:978-0-521-78284-5. مؤرشف من الأصل في 2018-04-09.
4. ↑  Rato, Claudia; Amirova, Svetlana R.; Bates, Declan G.; Stansfield, Ian; Wallace, Heather M. (2011-06). "Translational recoding as a feedback controller: systems approaches reveal polyamine-specific effects on the antizyme ribosomal frameshift". Nucleic Acids Research (بالإنجليزية). 39 (11): 4587–4597. DOI:10.1093/nar/gkq1349. ISSN:1362-4962. Archived from the original on 2023-12-16. {{استشهاد بدورية محكمة}}: تحقق من التاريخ في: |تاريخ= (help)
5. ↑  Wang, Chaojie; Delcros, Jean-Guy; Cannon, Laura; Konate, Fanta; Carias, Horacio; Biggerstaff, John; Gardner, Richard Andrew; Phanstiel (1 Nov 2003). "Defining the Molecular Requirements for the Selective Delivery of Polyamine Conjugates into Cells Containing Active Polyamine Transporters". Journal of Medicinal Chemistry (بالإنجليزية). 46 (24): 5129–5138. DOI:10.1021/jm030223a. ISSN:0022-2623. Archived from the original on 2023-02-25.
6. ↑  Pan, Yi-Hsuan; Liao, Chen-Chung; Kuo, Chou-Chiang; Duan, Kow-Jen; Liang, Po-Huang; Yuan, Hanna S.; Hu, Shiau-Ting; Chak, Kin-Fu (2006-05). "The Critical Roles of Polyamines in Regulating ColE7 Production and Restricting ColE7 Uptake of the Colicin-producing Escherichia coli". Journal of Biological Chemistry (بالإنجليزية). 281 (19): 13083–13091. DOI:10.1074/jbc.M511365200. {{استشهاد بدورية محكمة}}: تحقق من التاريخ في: |تاريخ= (help)صيانة الاستشهاد: دوي مجاني غير معلم (link)
7. ↑  Zhang, Liuyin; Lee, Hee-Kyoung; Pruess, Timothy H.; White, H. Steve; Bulaj, Grzegorz (26 Mar 2009). "Synthesis and Applications of Polyamine Amino Acid Residues: Improving the Bioactivity of an Analgesic Neuropeptide, Neurotensin". Journal of Medicinal Chemistry (بالإنجليزية). 52 (6): 1514–1517. DOI:10.1021/jm801481y. ISSN:0022-2623. Archived from the original on 2023-02-25.
8. ↑  Pandey, S.; Ranade, S A; Nagar, P K; Kumar, Nikhil (2000-09). "Role of polyamines and ethylene as modulators of plant senescence". Journal of Biosciences (بالإنجليزية). 25 (3): 291–299. DOI:10.1007/BF02703938. ISSN:0250-5991. Archived from the original on 2024-02-07. {{استشهاد بدورية محكمة}}: تحقق من التاريخ في: |تاريخ= (help)
9. ↑  Moschou, P. N.; Roubelakis-Angelakis, K. A. (1 Mar 2014). "Polyamines and programmed cell death". Journal of Experimental Botany (بالإنجليزية). 65 (5): 1285–1296. DOI:10.1093/jxb/ert373. ISSN:0022-0957. Archived from the original on 2023-02-10.
10. 1 2  Lee, Chih-Ying; Su, Guan-Chin; Huang, Wen-Yen; Ko, Min-Yu; Yeh, Hsin-Yi; Chang, Geen-Dong; Lin, Sung-Jan; Chi, Peter (8 Jan 2019). "Promotion of homology-directed DNA repair by polyamines". Nature Communications (بالإنجليزية). 10 (1). DOI:10.1038/s41467-018-08011-1. ISSN:2041-1723. Archived from the original on 2022-10-11.